# 加爾辛格
加爾辛格（英語：Gyalshing，锡金语：རྒྱལ་ཤིང）是印度锡金邦加尔辛格县的一个城镇，為該縣的縣治。总人口828（2001年）。

## 人口
该地2001年总人口828人，其中男性489人，女性339人；0—6岁人口75人，其中男38人，女37人；识字率71.98%，其中男性为74.64%，女性为68.14%。